# Nachamps
Nachamps – miejscowość i gmina we Francji, w regionie Nowa Akwitania, w departamencie Charente-Maritime.
Według danych na rok 1990 gminę zamieszkiwało 190 osób, a gęstość zaludnienia wynosiła 45 osób/km² (wśród 1467 gmin regionu Poitou-Charentes Nachamps plasuje się na 806. miejscu pod względem liczby ludności, natomiast pod względem powierzchni na miejscu 1101.).